# Karlskoga fögderi
Karlskoga fögderi avsåg den lokala skattemyndighetens verksamhetsområde i nuvarande Karlskoga och Degerfors kommuner mellan åren 1918 och 1991 samt i delar av Lekebergs och Laxå kommuner mellan år 1918 och år 1945. Efter år 1991 omorganiserades skatteväsendet och fögderierna ersattes av en skattemyndighet för varje län - i detta fall den för Örebro län. År 2004 gick verksamheten upp i det nybildade Skatteverket.
Karlskoga fögderi föregicks av flera mindre fögderier, vilka delvis senare hamnade under Lindebergs, Hallsbergs och Örebro fögderier. 
- Leke och Karlskoga fögderi (1779-1856)
  - Nora fögderi (1857-1966)
- Västernärke fögderi (1779-1917)
  - Edsbergs fögderi (1946-1951)